# Inez Milholland
Inez Milholland Boissevain, née le 6 août 1886 et morte le 25 novembre 1916, est une suffragette, avocate, correspondante de guerre pendant la Première Guerre mondiale et conférencière américaine qui a fortement influencé le mouvement féministe en Amérique. Elle est une des figures du National Woman's Party.

## Biographie

### Jeunesse et formation
Inez Milholland est née et est élevée à New York, dans le quartier de Brooklyn. Elle grandit au sein d'une famille fortunée. Elle est la fille aînée de John Elmer et de Jean Torrey Milholland. Elle a une sœur, Vida, et un frère, John (surnommé Jack). Son père est un journaliste au New York Tribune puis éditorialiste, qui finit par diriger une entreprise de tubes pneumatiques, permettant à sa famille de vivre confortablement à New York ainsi qu'à Londres. Son père soutient de nombreuses réformes, parmi lesquelles celles concernant la paix dans le monde, les droits civiques et le droit de vote pour les femmes. Sa mère quant à elle, incite ses enfants à s'enrichir culturellement et intellectuellement.

#### Études secondaires
Inez Milholland fait d'abord ses études à la Comstock School, à New York ainsi qu’à la Kensington High School de Londres. Après avoir fini ses études secondaires, elle décide de s'inscrire au Vassar College, mais quand l'université refuse le certificat d'obtention de son diplôme, elle choisit finalement de s'inscrire à l'Université pour femmes de Willard, à Berlin.

#### Études universitaires
Après l'obtention de son diplôme à Berlin, Inez Milholland est finalement acceptée, en 1905, au Vassar College. Durant ces études, elle est suspendue une fois pour avoir organisé une réunion concernant le droit des femmes. En effet, le directeur avait interdit les réunions concernant le suffrage, mais elle et plusieurs de ses camarades donnaient des « cours » sur le sujet, en plus de faire de nombreuses manifestations et pétitions. Étudiante, elle est connue pour être une radicale active. C'est elle qui fonde le mouvement des suffragettes au Vassar College, entraînant deux tiers des étudiantes avec elle et leur inculquant les principes du socialisme. Avec le groupe radical qu'elle a rassemblé autour d'elle, elle se rend à des réunions socialistes, faites sans l’accord de la faculté, à Poughkeepsie. Inez Milholland est une jeune femme sportive, capitaine de l'équipe de hockey et membre de l'équipe d'athlétisme de 1909. Elle bat également le record de lancer de poids établi dans son établissement. Elle participe aussi aux représentations étudiantes et fait partie du club d'actualité, du club d'allemand, et du club de débats.
Après l'obtention de son diplôme en 1909, elle tente de s'inscrire à l'Université de Yale, à l'Université de Harvard et à l'Université de Cambridge dans l'intention d'étudier le droit, mais les trois universités refusent de l'inscrire en raison de son sexe. Elle est finalement admise à la faculté de droit de l'université de New York, où elle obtient une Maîtrise en droit (ou LL.M degree en anglais).

### Carrière

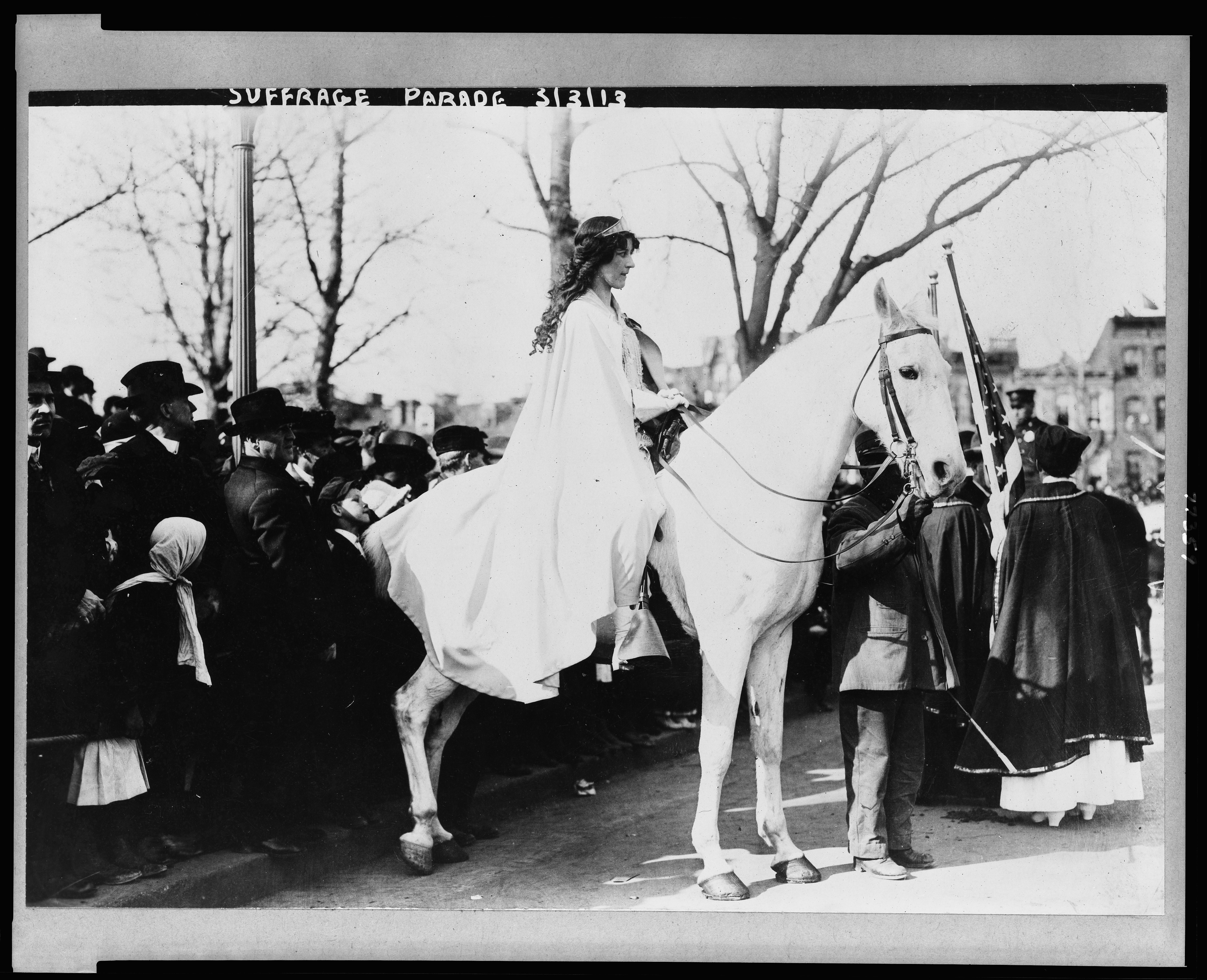
Inez Milholland lors de la manifestation pour le droit de vote des femmes le 3 mars 1913.

Les idées pour lesquelles se bat Inez Milholland sont nombreuses. Elle ne s'intéresse pas seulement à la réforme du système carcéral, elle œuvre également pour la paix dans le monde et l'égalité pour les Afro-Américains. Elle est membre de la NAACP,(en français « l'Association Nationale pour la Promotion des Personnes de Couleur »), de la Women's Trade Union League, la Ligue pour l'Égalité des Femmes Autonomes à New York (la « Equality League of Self Supporting Women » plus tard renommée « Women's Political Union », soit l'Union Politique des Femmes), le National Child Labor Committee (en) et la Société des Fabiens. Elle est aussi impliquée dans l'Association Nationale pour le Suffrage des Femmes Américaines, qui se ramifie par la suite à un parti plus radical, le National Woman's Party (NWP). Elle devient une leader et une oratrice publique lors de la campagne électorale du NWP, travaillant en étroite collaboration avec Alice Paul et Lucy Burns.

#### L'avocate
Inez Milholland est ensuite admise au barreau et intègre le cabinet juridique new-yorkais d'Osbone, Lamb, and Garvan, s'occupant des cas criminels ainsi que ceux concernant les divorces. Durant l’une de ses premières missions, elle enquête sur les conditions d'incarcération à la prison de Sing Sing. À cette époque, le fait que des femmes entrent en contact avec des prisonniers masculins n'est pas bien vu, mais elle insiste pour parler elle-même avec les prisonniers afin de se rendre compte des conditions misérables dans lesquelles ils vivent. Voulant voir ce à quoi pouvait ressembler la vie d'un détenu, elle se menotte elle-même à l’un d'eux.

#### La suffragette
Inez Milholland participe à se première manifestation pour l'obtention du droit de vote le 7 mai 1911. Elle y brandit une pancarte sur laquelle on peut lire « Forward, out of error,/Leave behind the night,/Forward through the darkness,/Forward into light! » (littéralement « Allons de l'avant, sans commettre d'erreur,/ Laissez la nuit derrière vous,/Allons de l'avant à travers les ténèbres,/Allons de l'avant, vers la lumière ! »). Elle devient rapidement l'icône du mouvement en faveur du suffrage féminin. Le New York Sun déclare « qu'aucune manifestation pour le droit de vote [des femmes] n'est réussie sans Inez Milholland ». Elle conduit de nombreuses manifestations en 1911, 1912 et 1913.

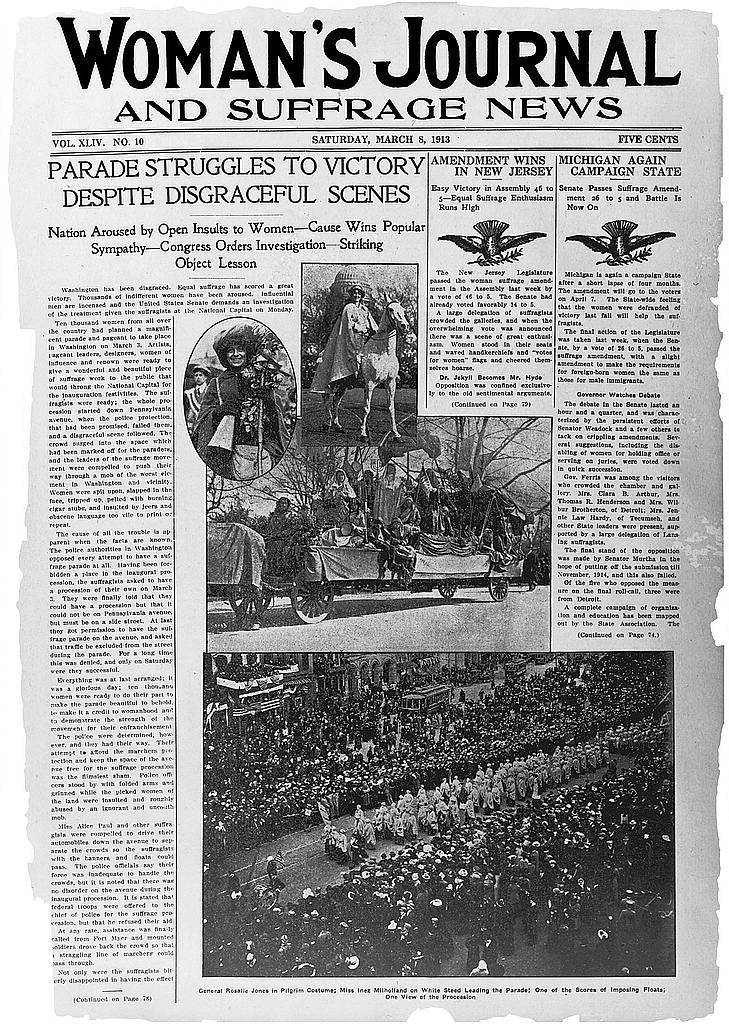
Première page du Woman's Journal and Suffrage News du 8 mars 1913. Figurent Rosalie Gardiner Jones, Inez Milholland sur un cheval blanc, des chars et une vue aérienne du défilé pour le droit de vote des femmes de 1913.

En 1913, à l'âge de 27 ans, Inez Milholland fait son apparition la plus marquante alors qu'elle aide à organiser le défilé pour le suffrage féminin de 1913, prévu pour le lendemain de l’investiture du Président Woodrow Wilson. Vêtue d'une couronne et d'une longue cape blanche, elle conduit la manifestation sur le dos d'un grand cheval blanc nommé « Grey Dawn » (ou Aube Grise en français).
Inez Milholland pense que les femmes devraient avoir le droit de vote à cause des traits de caractère qui leur sont propres. Selon elle, les femmes deviendront, métaphoriquement parlant, les « femmes de ménage de la nation ». Elle pense que le droit de vote pour les femmes pourra mettre un terme aux maux sociaux, tels que les Ateliers de misère, les Tenement (en), la prostitution, la faim, la pauvreté et la mortalité juvénile. Elle explique aux hommes qu'ils ne devraient pas s'inquiéter des femmes dans leurs vies puisqu'elles étendent leurs droits et devoirs sacrés dans tout le pays plutôt qu'à l'intérieur de leurs foyers. Même si elle a la possibilité de parler de ces problèmes, elle regrette d'être plus connue pour son apparence que pour son cerveau.

#### La non violence
Inez Milholland se rend également en Italie au début de la Première Guerre mondiale, peu de temps après que le RMS Lusitania est torpillé par un sous-marin allemand U-20. Une fois l'équipage à terre, le capitaine informe Inez Milholland qu'un sous-marin allemand a pourchassé le navire. Avec cette information, elle commence à écrire des articles pour le New York Tribune et devient une correspondante de guerre. Elle travaille sur la ligne de front tout en écrivant en même temps des articles pacifistes, ce qui l’amène à être censurée par le gouvernement italien qui l'expulse du pays.
À son retour d'Italie, elle souffre de dépressions périodiques. Elle pense qu'on l'a retirée de la ligne de front car elle est une femme et non pas parce qu'elle est pacifiste. Elle estime qu'elle a échoué dans sa mission.
Elle est également une des leaders dans l'expédition funeste du Peace Ship (en), menée par Henry Ford à la fin de l’année 1915. Le navire traverse l'Atlantique avec à son bord une équipe de militants pacifistes qui espèrent donner une impulsion à un accord négocié pour la Première Guerre mondiale. Toutefois, Inez Milholland quitte le navire à Stockholm en raison du manque d'organisation du voyage et de la dissension que cela cause entre les passagers.

#### La New Woman
Inez Milholland devient la New Woman typique au début du XXe siècle, une femme maîtresse de sa propre vie aussi bien au niveau personnel, social que politique. Elle aime les nouvelles danses à la mode telles que le Turkey trot (en) et le Grizzly Bear. Elle apprécie aussi de venir à Paris et d'y acheter des robes. Par ailleurs, ses opinions reflètent celles de la New Woman en ce qui concerne les relations sexuelles.
En 1909, Inez Milholland et Max Forrester Eastman deviennent des étoiles montantes du radicalisme en raison de leurs apparences avantageuses. Inez rencontre Max par l'intermédiaire de la sœur de ce dernier, Crystal Eastman, qu'elle a connue lors de rassemblements socialistes en faveur du droit de vote pour les femmes. Inez avoue son amour à Max et essaye de le convaincre de s'enfuir avec elle. Quand il finit par éprouver les mêmes sentiments à son encontre, finissant par accepter de l'épouser, ils mettent fin à leur relation. Tous les deux se sont rendu compte qu'ils ne pouvaient pas être amants. Ils restent cependant des amis proches tout au long de leurs vies.

#### Un mariage
Tout comme elle tombe rapidement amoureuse de Max Eastman, peu de temps après la fin de sa relation, elle commence à fréquenter l'auteur John Fox, Jr. (en). Elle lui avoue son amour, mais lui, de son côté ne lui retourne pas tout de suite ses sentiments. Quand finalement, il lui fait part de son amour, elle n'est plus intéressée.
En juillet 1913, durant une visite à Londres, Inez Milholland demande en mariage un membre de la famille Boissevain (en), Eugen Jan Boissevain, un Néerlandais qu'elle connait depuis un mois. Ils se marient le 14 juillet au bureau des enregistrements de Kensington, soit aussi vite que possible après leur arrivée à Londres, sans avoir à demander l'accord de leurs familles. John Milholland se trouve à New York lorsqu'il apprend la nouvelle dans les journaux. Il insiste pour que sa fille et son fiancé se marient à l'église, mais Inez refuse.
Le mariage d’Inez Milholland et son mari n'est pas parfait. Une complication survient quand le couple retourne à New York. Elle est forcée de renoncer à la nationalité américaine à cause de la loi selon laquelle une femme doit, en se mariant, adopter la nationalité de son mari. Bien qu’Inez Milholland se batte en faveur du suffrage féminin, si on avait donné aux femmes le droit de vote alors qu'elle était vivante, elle n'aurait pas pu profiter de ce droit puisqu'elle n'était désormais plus une citoyenne américaine. Le fait d'être mariée ne la dissuade pas de flirter avec d'autres hommes. Elle en fait même souvent part à son mari par lettres. Par ailleurs, ce qui déçoit le plus le couple est de ne pas avoir d'enfant.

### La fin

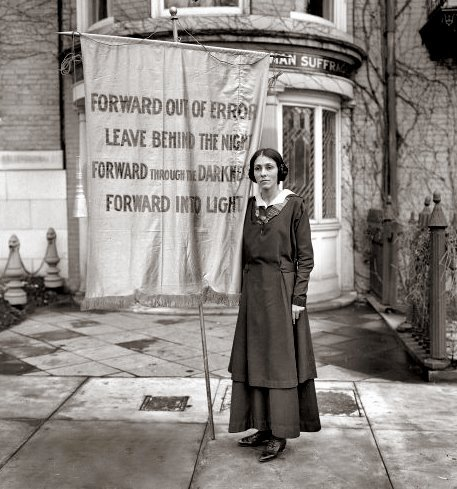
Femme portant une bannière lors du service commémoratif d’Inez Milholland en 1916.

En 1916, Inez Milholland, en tant que membre du National Woman's Party, fait une tournée sur la côté ouest pour parler des droits des femmes. Elle entreprend de faire la tournée alors qu’elle souffre d'anémie pernicieuse et malgré les réprimandes de sa famille qui s'inquiète de la détérioration de son état de santé. Le 22 octobre 1916, elle s'effondre en plein milieu d'un discours donné à Los Angeles, et elle est transportée d'urgence au Good Samaritan Hospital (en). Malgré de nombreuses transfusions de sang, elle meurt le 25 novembre 1916.
Les derniers mots prononcés en public par Inez Milholland sont les suivants : « M. le Président, combien de temps les femmes devront encore attendre pour leur liberté ? ».

## Héritage

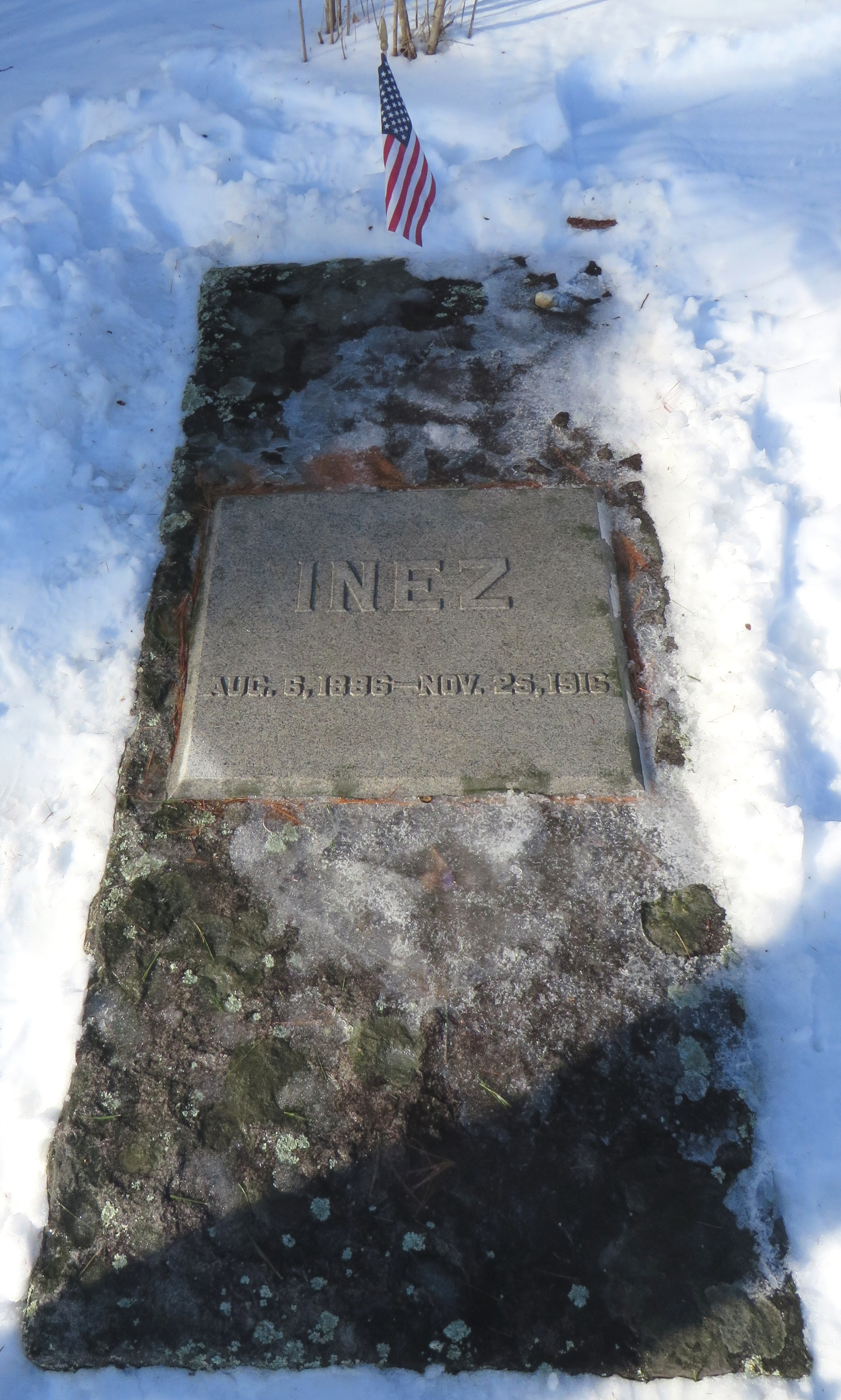
Tombe D'Inez Milholland au cimetière de Lewis (État de New York).

Pour rendre hommage à Inez Milholland, on envisagea de renommer le mont Discovery des Adirondacks en son honneur, toutefois on ne changea jamais officiellement le nom.
Carl Sandburg écrit un poème nommé «Repetitions» à propos d'Inez Milholland, qui paraît dans son recueil de 1918, Cornhuskers. Edna St. Vincent Millay, qui épouse le veuf d'Inez Milholland, Eugen Boissevain, en 1923, lui écrit également un poème, «To Inez Milholland », qui paraît dans son ouvrage The Buck in the Snow. Florence Ripley Mastin lui rend également hommage dans The Conning Tower.
Julia Ormond reçoit de nombreux éloges pour son interprétation du rôle d’Inez Milholland dans le film Volonté de fer, qui a droit à une standing ovation au Festival du film de Sundance de 2004.
Le « Inez Milholland Professorship of Civil Liberties » (traduit littéralement par : la chaire Inez Milholland des libertés civiles) de la faculté de droit de l'université de New York.